# Dominic Monaghan
Dominic Bernard Patrick Luke Monaghan [ ˈdɒmɪnɪk ˈmɒnəhæn ], (Nyugat-Berlin, 1976. december 8.–) angol színész.
Elsőként a Hetty Wainthropp Investigates című brit bűnügyi sorozatban vált ismertté, melyben 1996 és 1998 között a címszereplő segédjét alakította. Ezután Borbak Trufa szerepét kapta meg Peter Jackson A Gyűrűk Ura-sorozatában (2001–2003). A Lost – Eltűntek (2004–2010) című misztikus drámasorozatban a főszereplő Charlie Pace-ként tett szert további hírnévre, az X-Men kezdetek: Farkas (2009) című filmben a mutáns Chris Bradleyt játszotta.
2012-től a Wild Things with Dominic Monaghan című dokumentumfilm-sorozat házigazdája, mellyel egy Primetime Emmy-jelölést szerzett.

## Életrajz
Dominic az angliai Manchesterben nevelkedett. A Gyűrűk Ura-trilógia Borbak Trufiádokjának (röviden Trufa) eljátszása tette egy csapásra ismertté. Ennek kapcsán később narrátorként működött közre a Tolkienről szóló filmben: Ringers: Lord of the Fans,emellett a Quantum Break c. videójátékban William Joyce szinkronhangja és a karakter valós modellje.
Aktív környezet- és állatvédő. Háziállatai között pók, gyík, kígyó, kutya és papagáj is található.
Jelenleg Los Angelesben él, de a Lost – Eltűntek c. sorozat forgatása alatt Hawaii szigeti otthonában tartózkodik. A hawaii forgatások alatt ismerkedett meg és jött össze kolléganőjével, Evangeline Lillyvel. A pletyka szerint szakítottak, mivel egy forgatási szünetben megcsalta barátnőjét Yunjin Kimmel, aki szintén a sorozatban játszik. A pletyka  megcáfolódni látszik, miután nemrégiben nyilvánosságra hozták, hogy összeházasodnak.
Szereti a rock- és punkzenét. Nagy kedvence a The Beatles. Erről tanúskodik a bal vállán lévő „Living is easy with eyes closed” idézet, ami a „Strawberry Fields Forever” c. slágerből származik.

## Filmográfia

### Film
| Év   | Magyar cím                          | Eredeti cím                                       | Szerep                    | Magyar hang   |
| ---- | ----------------------------------- | ------------------------------------------------- | ------------------------- | ------------- |
| 2001 | A Gyűrűk Ura: A Gyűrű Szövetsége    | The Lord of the Rings: The Fellowship of the Ring | Borbak Trufiádok (Trufa)  | Stohl András  |
| 2002 | A Gyűrűk Ura: A két torony          | The Lord of the Rings: The Two Towers             | Borbak Trufiádok (Trufa)  | Stohl András  |
| 2003 | A Gyűrűk Ura: A király visszatér    | The Lord of the Rings: The Return of the King     | Borbak Trufiádok (Trufa)  | Stohl András  |
| 2003 |                                     | An Insomniac's Nightmare (rövidfilm)              | Jack                      |               |
| 2004 |                                     | Spivs                                             | Goat                      |               |
| 2004 | Tisztogatók                         | The Purifiers                                     | Sol                       |               |
| 2005 | Gyűrű – A rajongók ura              | Ringers: Lord of the Fans                         | narrátor (hangja)         |               |
| 2005 |                                     | Shooting Livien                                   | Owen Scott                |               |
| 2008 |                                     | I Sell the Dead                                   | Arthur Blake              |               |
| 2009 | X-Men kezdetek: Farkas              | X-Men Origins: Wolverine                          | Chris Bradley             | Kossuth Gábor |
| 2011 | A végzet napja                      | The Day                                           | Rick                      | Stern Dániel  |
| 2012 | A szerencse katonái                 | Soldiers of Fortune                               | Sin                       |               |
| 2012 | Hiénák                              | The Millionaire Tour                              | Casper                    | Bozsó Péter   |
| 2015 |                                     | Molly Moon and the Incredible Book of Hypnotism   | Nockman                   |               |
| 2016 | Ketrecben                           | Pet                                               | Seth                      |               |
| 2017 |                                     | Atomica                                           | Robinson Scott            |               |
| 2019 |                                     | Radioflash                                        | Chris                     |               |
| 2019 | Star Wars IX. rész – Skywalker kora | Star Wars: The Rise of Skywalker                  | Beaumont Kin              | Barát Attila  |
| 2021 | A világ peremén                     | Edge of the World                                 | Arthur Crookshank ezredes | Tóth Roland   |
| 2022 | Waldo                               | Last Looks                                        | Warren Gomes              |               |
| 2024 | A Gyűrűk Ura – A rohírok háborúja   | The Lord of the Rings: The War of the Rohirrim    | Wrot (hangja)             | Kőrösi András |

### Televízió
| Év        | Magyar cím                    | Eredeti cím                                         | Szerep                    | Megjegyzések                                            |
| --------- | ----------------------------- | --------------------------------------------------- | ------------------------- | ------------------------------------------------------- |
| 1996–1998 |                               | Hetty Wainthropp Investigates                       | Geoffrey Shawcross        | 27 epizód                                               |
| 1997      | Ellenséges vizeken            | Hostile Waters                                      | Sasha                     | tévéfilm                                                |
| 2000      |                               | This Is Personal: The Hunt for the Yorkshire Ripper | Jimmy Furey               | minisorozat (2 epizód)                                  |
| 2000      | Renard úr                     | Monsignor Renard                                    | Etienne Pierre Rollinger  | 3 epizód                                                |
| 2004–2010 | Lost – Eltűntek               | Lost                                                | Charlie Pace              | - főszereplő (65 epizód) - magyar hangja: - Tóth Roland |
| 2008      | MADtv                         | MADtv                                               | önmaga                    | 2 epizód                                                |
| 2008      |                               | Caiga Quien Caiga                                   | önmaga                    | 1 epizód                                                |
| 2009      | Chuck                         | Chuck                                               | Tyler Martin              | 1 epizód                                                |
| 2009–2010 | FlashForward – A jövő emlékei | FlashForward                                        | Dr. Simon Campos          | 15 epizód                                               |
| 2010      |                               | Top Gear USA                                        | önmaga                    | 2 epizód                                                |
| 2012      |                               | The Unknown                                         | Mark Nickel               | - 6 epizód - producer (2 epizód)                        |
| 2012      |                               | Childrens Hospital                                  | Dr. Owen Maestro          | 1 epizód                                                |
| 2012–     |                               | Wild Things with Dominic Monaghan                   | önmaga                    | - dokumentumsorozat - vezető producer (2 epizód)        |
| 2013      | Röhej                         | Ridiculousness                                      | önmaga                    | 1 epizód                                                |
| 2013      |                               | The Eric Andre Show                                 | önmaga                    | 1 epizód                                                |
| 2014      | 100: A túlvilág kódja         | 100 Code                                            | Tommy Conley              | 12 epizód                                               |
| 2017      | Szófia hercegnő               | Sofia the First                                     | Fig (hangja)              | 1 epizód                                                |
| 2018      |                               | Mute                                                | Oswald                    | tévéfilm                                                |
| 2018      |                               | Bite Club                                           | Stephen Langley           | minisorozat (8 epizód)                                  |
| 2022      | A Vox Machina legendája       | The Legend of Vox Machina                           | Archibald Desnay (hangja) | 3 epizód                                                |
| 2022      |                               | Moonhaven                                           | Paul Serno                | 6 epizód                                                |
| 2024      |                               | Angry Birds Mystery Island                          | Hamylton (hangja)         | 16 epizód                                               |

### Videójátékok
| Év   | Cím                              | Szinkronszerep           | Megjegyzések        |
| ---- | -------------------------------- | ------------------------ | ------------------- |
| 2003 | A Gyűrűk Ura: A király visszatér | Borbak "Trufa" Trufiádok |                     |
| 2008 | Lost: Via Domus                  | Charlie Pace             |                     |
| 2012 | Lego The Lord of the Rings       | Borbak "Trufa" Trufiádok | archív hangfelvétel |
| 2016 | Quantum Break                    | William "Will" Joyce     | digitális mozgás    |

## Fontosabb díjak és jelölések
| Év   | Díj                     | Kategória                               | Jelölt mű                               | Eredmény |
| ---- | ----------------------- | --------------------------------------- | --------------------------------------- | -------- |
| 2002 | Screen Actors Guild-díj | legjobb szereplőgárda (mozifilm)        | A Gyűrűk Ura: A Gyűrű Szövetsége (2001) | Jelölve  |
| 2003 | Screen Actors Guild-díj | legjobb szereplőgárda (mozifilm)        | A Gyűrűk Ura: A két torony (2002)       | Jelölve  |
| 2004 | Screen Actors Guild-díj | legjobb szereplőgárda (mozifilm)        | A Gyűrűk Ura: A király visszatér (2003) | Elnyerte |
| 2005 | Szaturnusz-díj          | legjobb televíziós férfi mellékszereplő | Lost – Eltűntek                         | Jelölve  |
| 2006 | Screen Actors Guild-díj | legjobb szereplőgárda (drámasorozat)    | Lost – Eltűntek                         | Elnyerte |
| 2014 | Primetime Emmy-díj      | legjobb strukturálatlan reality műsor   | Wild Things with Dominic Monaghan       | Jelölve  |

## Fordítás
- Ez a szócikk részben vagy egészben  a   Dominic Monaghan című angol Wikipédia-szócikk fordításán alapul.  Az eredeti cikk szerkesztőit annak laptörténete sorolja fel. Ez a jelzés csupán a megfogalmazás eredetét és a szerzői jogokat jelzi, nem szolgál a cikkben szereplő információk forrásmegjelöléseként.